# Intelcystiscus coyi
Intelcystiscus coyi is een slakkensoort uit de familie van de Cystiscidae. De wetenschappelijke naam van de soort is voor het eerst geldig gepubliceerd in 2002 door Espinosa & Ortea.